# Oraz Geldyýew
Oraz Ataýewiç Geldyýew, ros. Ораз Атаевич Гельдыев, Oraz Atajewicz Gieldyjew (ur. 1946, Turkmeńska SRR) – turkmeński piłkarz, grający na pozycji obrońcy, trener piłkarski.

## Kariera piłkarska
W 1965 rozpoczął karierę piłkarską w klubie Stroitel Aszchabad, w którym występował przez 8 lat i zakończył karierę piłkarza w roku 1973.

## Kariera trenerska
Po zakończeniu kariery piłkarza rozpoczął pracę szkoleniowca. W 2004 został mianowany na stanowisko głównego trenera HTTU Aszchabad, którym kierował do sierpnia 2006.

## Sukcesy i odznaczenia

### Sukcesy trenerskie
HTTU Aszchabad
- mistrz Turkmenistanu: 2005
- zdobywca Superpucharu Turkmenistanu: 2005

### Odznaczenia
- tytuł Mistrza Sportu